# Liste der Kulturdenkmale in Holm (Nordfriesland)
In der Liste der Kulturdenkmale in Holm sind alle Kulturdenkmale der schleswig-holsteinischen Gemeinde Holm (Kreis Nordfriesland) und ihrer Ortsteile aufgelistet (Stand: 10. März 2025). 

## Legende
In den Spalten befinden sich folgende Informationen:
- Objekt-ID: die Nummer des Kulturdenkmales
- Lage: die Adresse des Kulturdenkmales und die geographischen Koordinaten. Kartenansicht, um Koordinaten zu setzen. In der Kartenansicht sind Kulturdenkmale ohne Koordinaten mit einem roten Marker dargestellt und können in der Karte gesetzt werden. Kulturdenkmale ohne Bild sind mit einem blauen Marker gekennzeichnet, Kulturdenkmale mit Bild mit einem grünen Marker.
- Offizielle Bezeichnung: Bezeichnung des Kulturdenkmales
- Beschreibung: die Beschreibung des Kulturdenkmales
- Bild: ein Bild des Kulturdenkmales

## Sachgesamtheiten
| Objekt-ID | Lage                                              | Offizielle Bezeichnung    | Beschreibung | Bild |
| --------- | ------------------------------------------------- | ------------------------- | --- | ---- |
| 52352     | Gotteskoogweg 9, 11 (54° 49′ 58″ N, 8° 51′ 16″ O) | Dreiseithof Gotteskoogweg | Dreiseithof Gotteskoogweg; um 1910/50; Dreiflügelige Hofanlage aus eingeschossigen Backsteinbauten unter Satteldächern um Hofplatz mit Linde und südöstlich vorgelagerter, jüngerer Altenteiler, eingeschossiger Backsteinbau der späten Heimatschutzarchitektur - Begründung: geschichtlich, Kulturlandschaft prägend - Schutzumfang: Dreiseithof mit Hofplatz, Linde (Gotteskoogweg 11), Altenteiler mit Lindenreihe (Gotteskoogweg 9) | BW   |

## Bauliche Anlagen
| Objekt-ID     | Lage                                           | Offizielle Bezeichnung | Beschreibung | Bild |
| ------------- | ---------------------------------------------- | ---------------------- | --- | ---- |
| 44968         | Dorfstraße 12 (54° 49′ 55″ N, 8° 51′ 39″ O)    | Bauernhof              | Wohn- und Wirtschaftsgebäude; 1863; Uthländisches Haus, eingeschossiger, langgestreckter Backsteinbau unter Reetdach mit verputzter Mittelachse mit Zwerchhaus; Garten mit Einfriedung und Hausbäumen - Begründung: geschichtlich, städtebaulich, Kulturlandschaft prägend - Schutzumfang: Bauernhof, Garten, Hausbäume, Einfriedung - Denkmaltyp: Bauliche Anlage                       | BW   |
| 6083 Wikidata | Dorfstraße 20 (54° 49′ 57″ N, 8° 51′ 37″ O)    | Geesthardenhaus        | Geesthardenhaus; bez. 1894; langgestreckter Ziegelbau mit reetgedecktem Halbwalmdach, Wohnteil mit Segmentbogenfenstern und Backengiebel mit Heuluke, Wirtschaftsteil mit Eisenfenstern, kleiner Stalltür und Loo-Tor - Begründung: geschichtlich, Kulturlandschaft prägend - Schutzumfang: gesamtes Objekt - Denkmaltyp: Bauliche Anlage                                                | BW   |
| 6082          | Gotteskoogweg 11 (54° 49′ 59″ N, 8° 51′ 17″ O) | Dreiseithof            | Dreiseithof; um 1910; u-förmig angeordneter, dreiflügeliger Backsteinbau unter Satteldach, Wohnhaus eingeschossig mit geschnitztem Ziergespärre, Stallteil mit Drempelgeschoss und Toren; Hofplatz mit Linde - Begründung: geschichtlich, Kulturlandschaft prägend - Schutzumfang: Dreiseithof, Hofplatz, Linde - Denkmaltyp: Bauliche Anlage, Sachgesamtheit: Dreiseithof Gotteskoogweg | BW   |

## Quelle
- Liste der Kulturdenkmale in Schleswig-Holstein – Kreis Nordfriesland (PDF)

- Karte mit allen Koordinaten:
- OSM |
- WikiMap